# جيمس كيلي (صحفي أمريكي)
جيمس كيلي (بالإنجليزية: James Kelly)‏ هو صحفي أمريكي، ولد في 1809، وتوفي في 1895.